# Chlosyne ardema
Chlosyne ardema är en fjärilsart som beskrevs av Tryon Reakirt 1866. Chlosyne ardema ingår i släktet Chlosyne och familjen praktfjärilar. Inga underarter finns listade i Catalogue of Life.